# 1-й Новоподмосковный переулок
1-й Новоподмоско́вный переу́лок — переулок в Северном административном округе города Москвы на территории района Войковский. Проходит от улицы Космонавта Волкова до улицы Зои и Александра Космодемьянских. Нумерация домов ведётся от улицы Космонавта Волкова.

## Происхождение названия
Переулок получил своё название в 1952 году в связи с примыканием к Новоподмосковной улице (ныне — улица Зои и Александра Космодемьянских), с близостью к ж.-д. платформе «Подмосковная» . До этого с 1941 года назывался 1-й Подмосковный переулок.

## Здания и сооружения
Нечётная сторона
- Сквер имени космонавта В. Н. Волкова

Чётная сторона
- № 2/1 — жилой дом (1953—1955, архитекторы В. С. Андреев, К. Д. Кислова)[3]. В здании размещается Управа Войковского района
- № 4 — жилой дом постройки 1950-х годов. В советское время в доме имелся магазин «Ноты почтой», в сквере перед домом был фонтан.

## Общественный транспорт

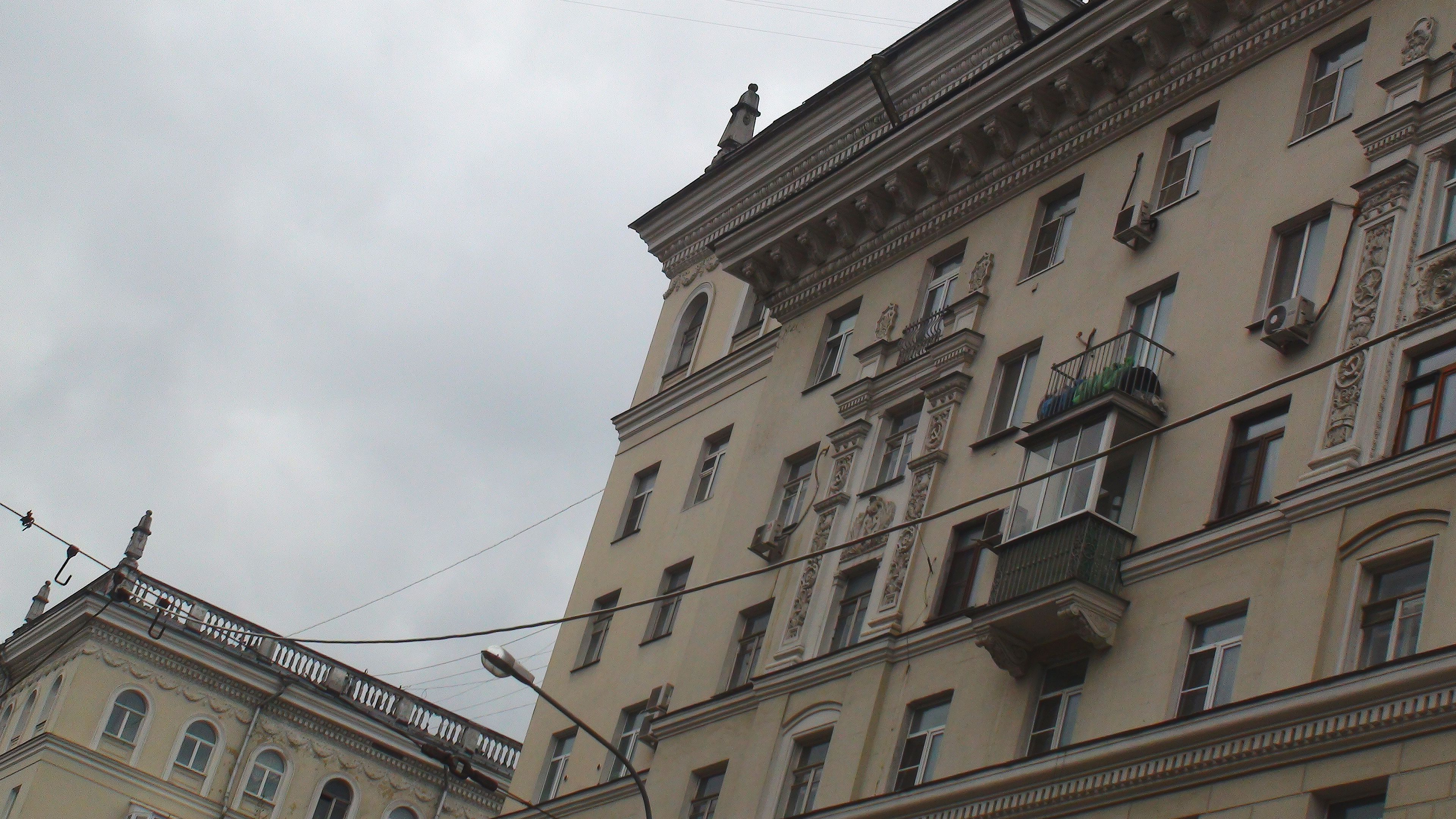
1-й Новоподмосковный переулок

### Автобус
По переулку не проходят автобусные маршруты. На улице космонавта Волкова рядом с пересечением её с переулком расположена остановка «1-й Новоподмосковный переулок» автобуса т57.

### Трамвай

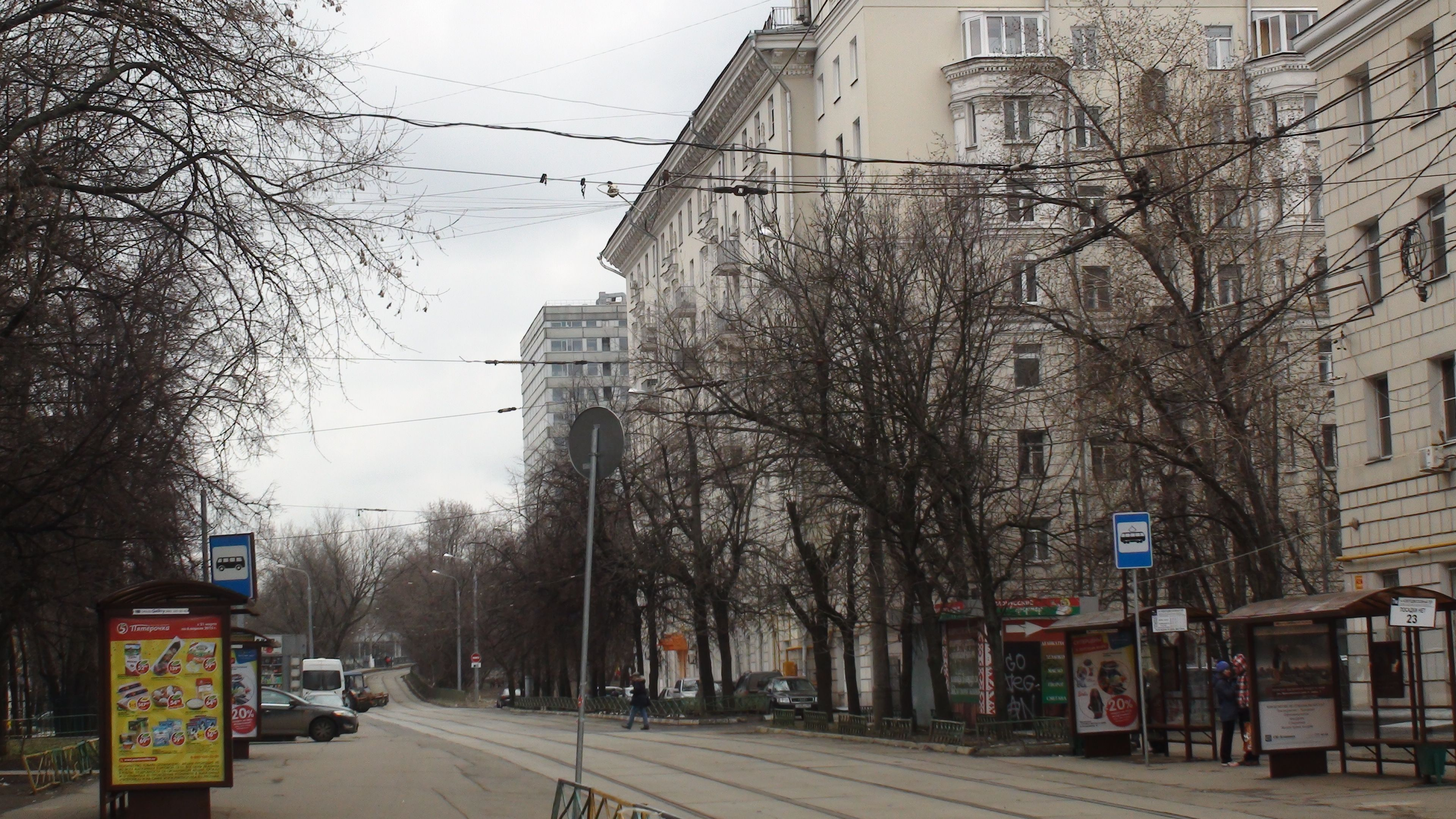
1-й Новоподмосковный переулок

По всей длине переулка проходит трамвайная линия, по которой ходят трамваи
- № 23 — станция метро «Сокол» — Михалково;
- № 27 — станция метро «Сокол» — метро «Дмитровская» (работает после 21.00).
- № 30 — Таллинская улица — Михалково;
- № 31 — проспект Маршала Жукова — метро «Войковская».

Все маршруты имеют остановку «1-й Новоподмосковный переулок», расположенную рядом с пересечением переулка с улицей Зои и Александра Космодемьянских.
Кроме того, по переулку следуют «нулевые» рейсы трамваев маршрута № 27 и остальных маршрутов. На некоторых маршрутных указателях вагонов указываются как 23д, 27д, 31д.

### Метро
В ста пятидесяти метрах от конца переулка находится станция метро «Войковская».